# 4月4日 (旧暦)
旧暦4月4日（きゅうれきしがつよっか）は、旧暦4月の4日目である。六曜は先勝である。

## できごと
- 天正元年（ユリウス暦1573年5月5日） - 織田信長が、二条御所の将軍・足利義昭を取り囲む。7日に勅命により和睦。
- 元和元年（グレゴリオ暦1615年5月1日） - 徳川家康が大坂再征を命じる（大坂夏の陣）。
- 明治4年（グレゴリオ暦1871年5月22日） - 戸籍法公布。

## 誕生日
- 慶長14年（グレゴリオ暦1609年5月7日） - 池田光政、備前岡山藩主（+ 1682年）
- 寛文元年（グレゴリオ暦1661年5月2日） - 上島鬼貫、俳人（+ 1738年）
- 慶応3年（グレゴリオ暦1867年5月7日） - 一木喜徳郎、内務官僚・政治家（+ 1944年）
- 明治2年（グレゴリオ暦1869年5月15日） - 松瀬青々、俳人（+ 1937年）
- 明治3年（グレゴリオ暦1870年5月4日） - 鳥居龍蔵、考古学者（+ 1953年）

## 忌日
- 文武天皇4年（ユリウス暦700年4月27日） - 明日香皇女、皇族
- 延喜9年（ユリウス暦909年4月26日） - 藤原時平、廷臣・藤原基経の子（* 871年）
- 弘安7年（ユリウス暦1284年4月20日） - 北条時宗[1]、鎌倉幕府8代執権（* 1251年）